# Су Хуейхуа
Су Хуейхуа — китайська борчиня вільного стилю, чемпіонка та срібна призерка чемпіонатів Азії, бронзова призерка Кубку світу, срібна призерка чемпіонату світу серед студентів.

## Спортивні результати на міжнародних змаганнях

### Виступи на Чемпіонатах Азії
| Змагання                       | Збірна | Вагова категорія          | Місце  |
| ------------------------------ | ------ | ------------------------- | ------ |
| Чемпіонат Азії з боротьби 2004 | КНР    | жіноча боротьба, до 63 кг | Срібло |
| Чемпіонат Азії з боротьби 2006 | КНР    | жіноча боротьба, до 67 кг | Золото |

### Виступи на Кубках світу
| Змагання                    | Збірна | Вагова категорія          | Місце  |
| --------------------------- | ------ | ------------------------- | ------ |
| Кубок світу з боротьби 2003 | КНР    | жіноча боротьба, до 63 кг | Бронза |

### Виступи на Чемпіонатах світу серед студентів
| Змагання                                        | Збірна | Вагова категорія          | Місце  |
| ----------------------------------------------- | ------ | ------------------------- | ------ |
| Чемпіонат світу з боротьби серед студентів 2002 | КНР    | жіноча боротьба, до 59 кг | Срібло |